# Gorgopotamos
Gorgopotamos (griechisch Γοργοπόταμος (m. sg.)) ist ein Dorf in Fthiotida, Mittelgriechenland in der Nähe der Stadt Lamia. Es ist bekannt durch die 1942 von Partisanen gesprengte Eisenbahnbrücke, die zum Zeichen des griechischen Widerstands wurde.

## Geografie

### Lage
Gorgopotamos ist nur wenige Kilometer südlich von Lamia gelegen. 
Die Gemeinde wurde nach dem gleichnamigen Fluss benannt, der das Gemeindegebiet durchfließt, sowie nach der berühmten Eisenbahnbrücke, die ihn überquert. Der Fluss Gorgopotamos (von gorgos = schnell und potamos = Fluss) entspringt am Berg Oite (Οίτη) in einer Höhe von 2180 m. Durch Schluchten und ein felsiges Bett stürzt er wasserreich zu Tal.  Er mündet in den Sperchios. Weitere Bäche und kleine Seen prägen das Gebiet und seine Flora.

### Gliederung
Ortsgemeinschaften im heutigen Gemeindebezirk Gorgopotamos sind die bis 1997 selbständigen Gemeinden
- Damasta
- Delfino
- Dyo Vouna
- Eleftherochori
- Gorgopotamos
- Iraklia (die antike Stadt Trachina)
- Iti
- Koumaritsi
- Moschochori
- Neon Krikelo
- Vardates

## Geschichte

### Ortsgeschichte
Unter dem Namen Alpospita (Αλπόσπητα (n. pl.)) wurde der Ort 1912 als Landgemeinde (kinotita) anerkannt, und 1940 in Aleposita (Αλεπόσπιτα), 1985 schließlich in Gorgopotamos umbenannt. 1997 erfolgte zusammen mit einigen Eingemeindungen die Erhebung zur Stadtgemeinde (dimos). Zum 1. Januar wurde diese Gemeinde nach Lamia eingemeindet, wo sie seither einen Gemeindebezirk bildet.

### Sprengung der Eisenbahnbrücke

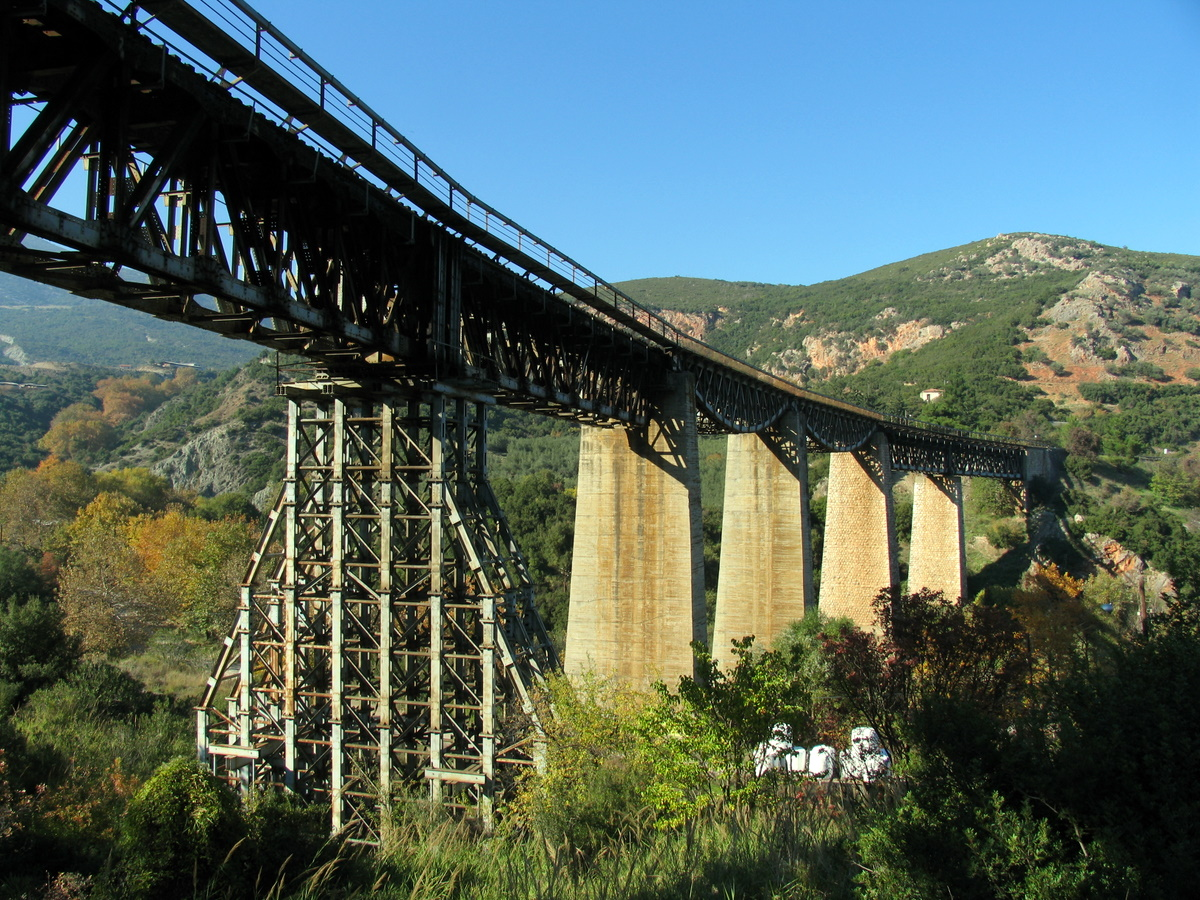
Die Eisenbahnbrücke über den Gorgopotamos (im Vordergrund einer der „Behelfspfeiler“)

Die Sprengung der Eisenbahnbrücke von Gorgopotamos im Jahr 1942 gilt als ein Ereignis von überregionaler historischer Bedeutung; es wird bis heute in Geschichtsbüchern erwähnt. Die Eisenbahnbrücke befindet sich im Verlauf der Bahnstrecke Piräus–Thessaloniki, die eine Hauptnachschublinie der deutschen Wehrmacht für den Afrikafeldzug war. Am 25. November 1942 überwältigten 150 Partisanen der linksgerichteten Griechischen Befreiungsarmee ELAS unter der Führung von Athanasios Klaras, der unter dem Decknamen Aris Velouchiotis bekannt wurde, und weitere 60 Partisanen der republikanischen EDES unter Napoleon Zervas die Wache der Brücke und ermöglichten so einem englischen Sabotage-Kommando unter Hauptmann Woodhouse, Sprengsätze anzubringen und zu zünden (Mission „Harling“). Dadurch wurden zwei der sechs Pfeiler zerstört. Noch heute sind die beiden südlichen Pfeiler durch eine Behelfskonstruktion ersetzt. Durch die Sprengung wurde die Eisenbahnstrecke für 45 Tage unterbrochen.
Die Sprengung der Brücke war auch ein Fanal für den massiven griechischen Widerstand gegen die deutsche Besatzung. Die Hauptkraft der Partisanenarmee, die ELAS unter Aris Velouchiotis, hatte zeitweilig mehr als 120.000 Mann und fügte den Besatzern erhebliche Verluste zu.

## Verwaltung und Politik
Bei der Parlamentswahl 2007 erreichte die Nea Dimokratia auf 56,9 % (2004:57,5 %), die sozialdemokratische PASOK 33,3 % (2004:37,7 %), die rechte LAOS 3,2 % (2004:1,3 %), die kommunistische KKE 2,9 % (2004:2,2 %), die linke SYRIZA 2 %.

## Sehenswürdigkeiten

### Klöster
- Kloster der Geburt der Gottesmutter (Γενέθλιον της Θεοτόκου) in 581 m Höhe bei Damasta an den Nordhängen des Berges Kallidromo. Das Kloster leistete einen großen Beitrag zum Aufstand des Jahres 1821. Das Kirchenschiff stammt aus dem 11. Jahrhundert, Fresken von 1818.
- Kloster Gorgoipikoou
- Kloster Verklärung Christi (Μεταμόρφωσης Σωτήρος) bei Gorgopotamos, auf den Ruinen eines einst großen und bedeutenden Klosters errichtet.
- Kloster Panagias Proussis (Παναγία η Βαρδάτα Προθσσιώτισσα), auf einem Felsen in Vardates gelegen

### Ausflugsziele
- Ein Denkmal an der Brücke ist den Kämpfern gewidmet, die 1942 sechs Tage nach dem Anschlag erschossen wurden.
- In einer Höhe von 800 m über Gorgopotamos beim Ort Kangelogefirou befinden sich mehrere Steinbrücken und Wasserfälle, die ein attraktives Ausflugsziel darstellen. Hier arbeitete von 1907 bis 1945 ein Energieerzeugungs- und Chemiebetrieb. Die durch Staudämme, Kanäle und Leitungen gefasste Wasserkraft wurde zur Erzeugung von Elektrizität genutzt; mit dieser wurde Azetylen erzeugt, das damals eine wichtige Rolle bei der Beleuchtung spielte.
- Am Hang des Berges Kallidromo über dem malerischen Dorf Eleftherochori ist auf einer Höhe von 850 Metern ein von Tannenwald umgebener kleiner See mit Wanderwegen und einer unbegrenzten Aussicht auf die umliegenden Berge und den Maliakischen Golf gelegen.
- Naturschutzgebiet Iti – Pavliani an den Hängen des Iti mit Tannenwäldern, Kirchen und dem Kastell von Iraklia, mit der Schutzhütte Agria Zoi am Berg Iti, der Asopos- und Vathirema-Schlucht. Am Berg Iti sind vor allem die Brücken von Papadia (die größte Gebirgsbrücke Griechenlands) und über den Asopos von Bedeutung.
- Ferner befinden sich bei Damasta die Heilquellen von Psoroneri.
- In den stehenden und fließenden Gewässern des Gorgopotamos ist die endemische Fischart „Ellinopygosteos“ (Griechischer Neunstachliger Stichling, Pungitius hellenicus) heimisch.